# Mo'Nique
Monique Angela Hicks (n. Imes, fostă Jackson; n. 11 decembrie 1967), cunoscută sub numele de scenă Mo'Nique, este o actriță americană, câștigătoare a premiului Oscar pentru cea mai bună actriță în rol secundar pentru rolul mamei abuzive Mary Lee Johnston din filmul Precious.

## Filmografie

### Film
| An   | Titlu                        | Rol                | Note |
| ---- | ---------------------------- | ------------------ | --- |
| 2000 | 3 Strikes                    | Dahlia             | |
| 2001 | Baby Boy                     | Patrice            | |
| 2001 | Two Can Play That Game       | Diedre             | Nominated — NAACP Image Award for Outstanding Supporting Actress in a Motion Picture |
| 2002 | Half Past Dead               | Twitch's Girl      | |
| 2004 | Soul Plane                   | Jamiqua            | Nominated — BET Comedy Award for Outstanding Supporting Actress in a Box Office Movie |
| 2004 | Hair Show                    | Peaches            | Nominated — BET Comedy Award for Outstanding Lead Actress in a Theatrical Film |
| 2004 | Garfield: The Movie          | Rat                | Role deleted in final cut of the film |
| 2005 | Shadowboxer                  | Precious           | |
| 2005 | Domino                       | Lateesha Rodriquez | |
| 2006 | Farce of the Penguins        | Vicky              | Voice |
| 2006 | Irish Jam                    | Psycho             | |
| 2006 | Phat Girlz                   | Jazmin Biltmore    | |
| 2006 | Beerfest                     | Cherry             | |
| 2008 | Welcome Home, Roscoe Jenkins | Betty              | |
| 2009 | Steppin: The Movie           | Aunt Carla         | |
| 2009 | Precious                     | Mary Lee Johnston  | Academy Award for Best Supporting Actress African-American Film Critics Association Award for Best Supporting Actress Alliance of Women Film Journalists Award for Best Supporting Actress Alliance of Women Film Journalists Award for Bravest Performance Award Alliance of Women Film Journalists Award for Unforgettable Moment BAFTA Award for Best Actress in a Supporting Role BET Award for Best Actress Black Reel Award for Best Ensemble Black Reel Award for Best Supporting Actress Boston Society of Film Critics Award for Best Supporting Actress Boston Society of Film Critics Award for Best Ensemble Cast Broadcast Film Critics Association Award for Best Supporting Actress Central Ohio Film Critics Association Award for Best Supporting Actress Chicago Film Critics Association Award for Best Supporting Actress Dallas-Fort Worth Film Critics Association Award for Best Supporting Actress Denver Film Critics Society Award for Best Supporting Actress Detroit Film Critics Society Award for Best Supporting Actress Florida Film Critics Circle Award for Best Supporting Actress Golden Globe Award for Best Supporting Actress - Motion Picture Independent Spirit Award for Best Supporting Female Indiana Film Critics Association Award for Best Supporting Actress International Online Film Critics' Poll Award for Best Supporting Actress Iowa Film Critics Award for Best Supporting Actress Kansas City Film Critics Circle Award for Best Supporting Actress Las Vegas Film Critics Society Award for Best Supporting Actress London Film Critics Circle Award for Actress of the Year Los Angeles Film Critics Association Award for Best Supporting Actress NAACP Image Award for Outstanding Supporting Actress in a Motion Picture National Society of Film Critics Award for Best Supporting Actress New York Film Critics Circle Award for Best Supporting Actress New York Film Critics Online Award for Best Supporting Actress Online Film Critics Society Award for Best Supporting Actress Oklahoma Film Critics Circle Award for Best Supporting Actress Phoenix Film Critics Society Award for Best Supporting Actress San Francisco Film Critics Circle Award for Best Supporting Actress Satellite Award for Best Supporting Actress - Motion Picture Screen Actors Guild Award for Outstanding Performance by a Female Actor in a Supporting Role Southeastern Film Critics Association Award for Best Supporting Actress St. Louis Gateway Film Critics Association Award for Best Supporting Actress Stockholm Film Festival Award for Best Actress Sundance Film Festival Special Jury Prize for Acting Utah Film Critics Association Award for Best Supporting Actress Village Voice Film Poll – Best Supporting Actress Washington DC Area Film Critics Association Award for Best Supporting Actress Nominated — Alliance of Women Film Journalists Award for Best Ensemble Cast Nominated — Broadcast Film Critics Association Award for Best Acting Ensemble Nominated — Detroit Film Critics Society Award for Best Ensemble Nominated — Houston Film Critics Society Award for Best Supporting Actress Nominated — International Cinephile Society Award for Best Supporting Actress Nominated — San Diego Film Critics Society Award for Best Supporting Actress Nominated — Screen Actors Guild Award for Outstanding Performance by a Cast in a Motion Picture Nominated — St. Louis Gateway Film Critics Association Award for Favorite Scene Nominated — Toronto Film Critics Association Award for Best Supporting Actress Nominated — Washington DC Area Film Critics Association Award for Best Ensemble Nominated — Vancouver Film Critics Circle Award for Best Supporting Actress |
| 2014 | Blackbird                    | Claire Rousseau    | |
| 2014 | About                        | Barbara            | |
| 2016 | Almost Christmas             | Aunt May           | |

### Televiziune
| An        | Titlu                               | Rol                   | Note |
| --------- | ----------------------------------- | --------------------- | --- |
| 1999-2000 | Moesha                              | Nicole "Nikki" Parker | Season 4, Episode 18 "It Takes Two" Season 4, Episode 22 "I Studied Twelve Years for This?" Season 6, Episode 8 "The Candidate" |
| 2001      | The Hughleys                        | Nicole "Nikki" Parker | Season 3, Episode 15 "Forty Acres and a Fool" |
| 2002      | The Proud Family                    | Boonnetta             | Voice; Season 2, Episode 5 "Behind the Family Lines" |
| 2003      | Good Fences                         | Ruth Crisp            | Television film Black Reel Award for Best Supporting Actress on Television Nominated — NAACP Image Award for Outstanding Actress in a Television Movie, Mini-Series or Dramatic Special |
| 2004      | The Bernie Mac Show                 | Lynette               | Season 3, Episode 16 "Who's That Lady" |
| 1999-2004 | The Parkers                         | Nicole "Nikki" Parker | Lead role; 110 episodes NAACP Image Award for Outstanding Actress in a Comedy Series (2001, 2002, 2004, 2005) Nominated — NAACP Image Award for Outstanding Actress in a Comedy Series (2003) Nominated — BET Comedy Award for Outstanding Lead Actress in a Comedy Series |
| 2006      | Rugrats                             | Aunt Moo              | Direct-to-DVD episode "Tales from the Crib: Three Jacks and a Beanstalk" |
| 2006      | Nip/Tuck                            | Evetta Washington     | Season 4, Episode 8 "Conor McNamara" |
| 2007      | Flavor for Love Girls: Charm School | Host/Herself          | 11 episodes |
| 2007      | The Game                            | Plus Size Actress     | Season 2, Episode 1 "Diary of a Mad Black Woman, Redux" |
| 2007      | The Boondocks                       | Jamiqua               | Voice; Season 2, Episode 1 "...Or Die Trying" |
| 2007      | Ugly Betty                          | L'Amanda              | Season 2, Episode 8 "I See Me, I.C.U." |
| 2009-2011 | The Mo'Nique Show                   | Host/Herself          | 2 seasons - 251 episodes |
| 2014      | Love & Hip Hop                      | Host/Herself          | Season 4 Reunion Special - 2 episodes |
| 2015      | Bessie                              | Ma Rainey             | Television film Nominated - Satellite Award for Best Supporting Actress – Series, Miniseries or Television Film Nominated — Critics' Choice Television Award for Best Supporting Actress in a Movie/Miniseries Nominated — Online Film & Television Association Award for Best Supporting Actress in a TV Movie or Miniseries Nominated — Online Film & Television Association Award for Best Ensemble in a TV Moviee or Miniseries Nominated — Primetime Emmy Award for Outstanding Supporting Actress in a Miniseries or a Movie |